# Jeff Braun
 (juillet 2018).
Si vous disposez d'ouvrages ou d'articles de référence ou si vous connaissez des sites web de qualité traitant du thème abordé ici, merci de compléter l'article en donnant les références utiles à sa vérifiabilité et en les liant à la section « Notes et références ».
Jeff Braun est un producteur américain de jeux informatiques et cofondateur du développeur de jeux vidéo Maxis.
Braun avait publié avec succès des jeux de polices pour l'ordinateur personnel Amiga quand il a rencontré Will Wright à une soirée pizza organisée par Chris Doner en 1987.
Wright n'avait pas réussi à trouver un éditeur de jeu pour son jeu de construction de ville SimCity. Braun avait déjà un jeu de simulation de combat de jet qu'il espérait publier. Quand il a vu SimCity, il a proposé à Wright de créer une société d'édition autour de ces deux jeux. Ils ont appelé la société Maxis.
Wright avait été un employé de Brøderbund quand il a développé le concept. Braun a donc dû y retourner pour effacer les droits de SimCity. Brøderbund venait de mettre en place un nouveau bureau de distribution pour contrer le programme du label Electronic Arts (EA). Deux cadres de Brøderbund, Gary Carlston et Don Daglow, ont reconnu le potentiel du jeu SimCity et ont exhorté Braun à signer un accord de distribution avec Brøderbund. Braun a accepté à condition d'inclure dans l'accord un jeu de combat de jet. Brøderbund accepta.
Les cinq premières années de l'histoire de Maxis ont été liées avec Brøderbund, avant que Braun ajoute une force de vente dédiée à Maxis en vue d'entrer en bourse. L'introduction en bourse de la société a eu lieu en 1995. En 1997, après des reculs sur une série de titres secondaires, Braun et Wright ont vendu Maxis à Electronic Arts pour 120 millions de dollars. L'affaire a fait de Braun le plus important actionnaire de EA à l'époque.
Depuis 1997, Braun a continué à faire des investissements dans un large éventail de sociétés de logiciels et de technologies aux États-Unis et en Israël.